# 新潟県道166号大荒戸越路線
新潟県道166号大荒戸越路線（にいがたけんどう166ごう おおあらとこしじせん）は、新潟県長岡市内を通る一般県道である。

## 概要

### 路線データ
- 起点：新潟県長岡市大荒戸町字前田（新潟県道69号長岡和島線交点）
- 終点：新潟県長岡市来迎寺字渋田甲（新潟県道112号来迎寺停車場神谷線交点）

## 地理

### 通過する自治体
- 新潟県長岡市

### 接続する道路
- 新潟県道69号長岡和島線（起点：大荒戸町交差点）
- 新潟県道263号長岡七日市線（河根川町交差点 - 長岡市王番田町で重複）
- 新潟県道467号宮本大島線（上除町交差点）
- 国道8号（長岡バイパス）（長岡市大字日越で立体交差、長岡市道を介して接続）
- 新潟県道48号長岡西山線（長岡市大字日越 - 新産四丁目交差点で重複）
- 国道404号（新産四丁目交差点 - 上富岡町交差点で重複）
- 国道351号（中沢交差点）
- 新潟県道10号長岡片貝小千谷線（渋海橋交差点）
- 新潟県道112号来迎寺停車場神谷線（終点：長岡市来迎寺字渋田甲）

### 周辺
- JR羽越本線 来迎寺駅
- 北陸自動車道・関越自動車道 長岡JCT
- 関越自動車道
  - 長岡IC - 長岡南越路スマートIC／越路BS
- 医療法人立川メディカルセンター 悠遊健康村病院
- 長岡市役所 越路支所
- 長岡技術科学大学
- 長岡市立総合支援学校
- 長岡市立越路中学校
- 長岡市立福戸小学校
- 長岡市立才津小学校
- 長岡市立越路小学校
- 第四北越銀行 来迎寺支店
- JA越後ながおか
  - 福戸支店
  - 日越支店
  - 才津支店
- JA越後さんとう
  - こしじ中央支店
- 福戸郵便局
- 長岡西郵便局
- 良食生活館 事業本部
- 内外化学製品 長岡事業所
- ヤマダ電機 テックランド長岡店
- ニトリ 長岡店
- 原信
  - 関原店
  - 来迎寺店
- コメリハードアンドグリーン 越路店
- 藤橋遺跡
- 渋海川

## その他
- 路線名の「越路」は、終点付近の旧自治体名（新潟県三島郡越路町）に由来する。